# Severní Plzeňsko
Severní Plzeňsko je zájmové sdružení právnických osob v okresu Plzeň-sever, jeho sídlem je Třemošná a jeho cílem je rozvoj regionu. Sdružuje celkem 16 obcí a byl založen v roce 2006.

## Obce sdružené v mikroregionu
- Dolany
- Ledce
- Trnová
- Nevřeň
- Kaceřov
- Nadryby
- Kaznějov
- Třemošná
- Zruč-Senec
- Druztová
- Horní Bříza
- Hromnice
- Tatiná
- Příšov
- Žilov
- Česká Bříza